# Jared Fogle
Jared Fogle (Indianapolis, 23 augustus 1977) was van 2000 tot 2015 woordvoerder voor Subway. Hij is veroordeeld wegens seksueel misbruik van minderjarigen en zit een straf van minimaal 13 jaar uit in de gevangenis Federal Correctional Institution, Englewood.

## Filmografie
Fogle verschijnt in onderstaande media als zichzelf:
- Saturday Night Live, televisie, 2 afleveringen in 2002 en 2008
- Super Size Me, 2004
- Jack and Jill, 2011
- Community, televisie, aflevering Basic Story, 2014
- Sharknado 2: The Second One, 2014
- Sharknado 3: Oh Hell No!, 2015
- Dr. Phil, 2015